# زينون الصيدوني
زينون الصيدوني (150؟- بعد 73ق.م.) هو فيلسوف يوناني، سوري فينيقي الأصل، من مواليد صيدا.
يُّعتبر من أساطين المدرسة الأبيقورية بعد العام المئة قبل الميلاد. كان معلّم فيلوديمس. لم يبق من تصانيفه غير شذرات.